# Casa De Grazia
Casa De Grazia è una dimora storica di Crema.

## Storia
Nell'estimo del 1685 risulta di proprietà di Francesco Guarino, avuta da Carl'Antonio Barbelli e fratelli, i figli del pittore Gian Giacomo, il quale, mancano i documenti per provarlo con certezza, potrebbe essere stato pure ivi residente in quanto nello Stato d'anime del 1647 risultava abitare nei paraggi (Perolini).
Nel 1722 l'edificio era già divenuto la sede della Casa delle Ritirate, un rifugio per fanciulle traviate istituito nel 1690 dalla contessa Medea Martinengo Griffoni Sant'Angelo; la presenza di queste donne fu oggetto di controversia con il priore dell'adiacente convento di Sant'Agostino padre Bernardo Nicola Zucchi, che si appellò alla magistratura. Le Ritirate furono così costrette a trasferirvi in uno stabile messo a disposizione dal protettore Ernesto Griffoni Sant'Angelo in via Federico Pesadori.
Nel 1843 vi abitava il professor Bonifacio Samarani a cui si deve l'intervento sulla facciata che gli ha conferito l'aspetto neoclassico.
Pochi anni dopo risiedeva in questa casa l'avvocato Pietro Donati che fu sindaco e deputato alla Camera in tre legislature

## Personalità legate al palazzo

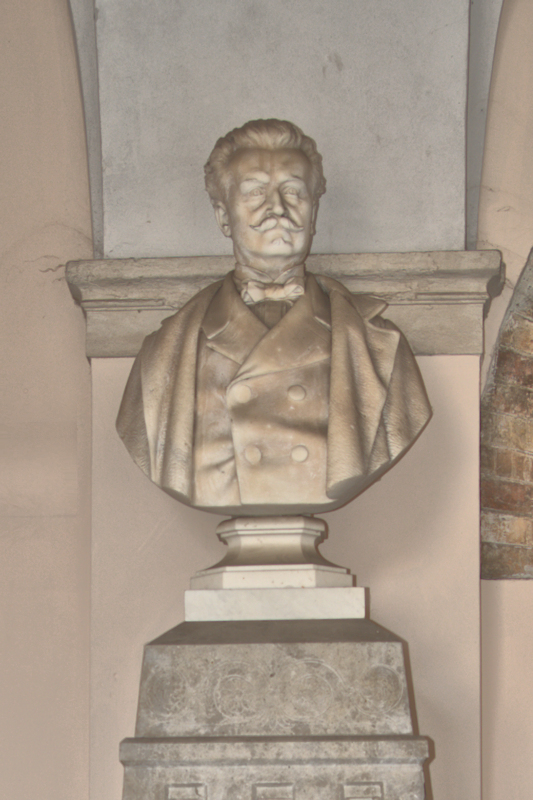
Busto dedicato a Pietro Donati.

- Carlantonio Barbelli, pittore, allievo e figlio primogenito di Gian Giacomo Barbelli, fu tanto aiutante del padre quanto lui stesso autore di opere pittoriche.
- Bonifacio Samarani, professore del ginnasio, fu cultore delle tradizioni linguistiche locali; in particolare diede alle stampe una Raccolta di proverbi lombardi e un Vocabolario cremasco-italiano con il primo tentativo di codificare la grammatica del vernacolo locale[4].
- Pietro Donati, avvocato, promosse l'istituzione delle scuole tecniche e della Biblioteca comunale Clara Gallini; fu sindaco dal 1863 al 1866, deputato nella X, XII e XIV legislatura del Regno d'Italia.

## Caratteristiche
L’edificio si presenta in continuità con le altre abitazioni di via Dante Alighieri, quindi è visibile la sola facciata che si sviluppa su tre ordini divisi da sottili marcapiani.
Al piano terra si apre il portale con arco a tutto sesto; a destra si affaccia un secondo ingresso, più semplice.
Al secondo ordine si colloca una serie di porte finestre con parapetto in ferro battuto e timpano triangolare.
Le finestre del terzo ordine ricalcano quelle del primo, con semplici incorniciature, ma sono di dimensioni inferiori e dotate di piccola inferriata.